# Amourgéles
Amourgéles, en grec moderne : Αμουργέλες, est un village du dème de Minóa Pediáda, en Crète, en Grèce. Selon le recensement de 2011, la population d'Amourgéles compte 199 habitants. Il est situé à une altitude de 440 m.
Il dispose d'un grand barrage, pour les besoins du village, situé à une altitude de 300 m, à 30 km au sud de la ville de Héraklion et à 1 km au sud du village d'Amourgéles. Il a une superficie de 150 ha et est l'un des principaux barrages de la région d'Arkalochóri.